# F. Javier Gutiérrez
Pour les articles homonymes, voir Gutiérrez.
F. Javier Gutiérrez, né le 5 juillet 1973 à Cordoue (Espagne), est un réalisateur, producteur, scénariste et écrivain espagnol.

## Biographie
En 2001, F. Javier Gutiérrez a fondé sa propre société de production cinématographique, "DR. T Producciones Cinematograficas".

## Filmographie partielle

### Comme scénariste et réalisateur
- 2002 : Brasil (aussi montage)
- 2002 : Diminutos del calvario
- 2008 : Tres días
- 2017 : Le Cercle : Rings (Rings) (uniquement réalisation)